# Дій, сестро 2: Знову за старе
«Дій, сестро 2: Знову за старе» (англ. Sister Act 2: Back in the Habit) — американська комедія 1993 року режисера Білла Дюка з Вупі Голдберг у головній ролі, продовження фільму «Сестро, дій» 1992 року.

## Сюжет
Відома співачка Долорес знов приходить на допомогу своїм друзям-черницям, яким потрібна її допомога, щоб врятувати стару школу, яку випадково сама Долорес відвідувала в дитинстві. Школі загрожує закриття, якщо не покращити її репутацію. Черниці просять її повторити образ сестри Мері Кларенс і стати новою вчителькою музики. Познайомившись зі своїми учнями, Мері Кларенс отримує натхнення перетворити їх на хор.

## У ролях
- Вупі Голдберг — Долорес / сестра Мері Кларенс
- Джеймс Коберн — містер Крисп
- Лорін Гілл — Рита Вотсон
- Барнард Г'юз — отець Моріс
- Меггі Сміт — мати-настоятелька
- Кеті Наджимі — сестра Мері Патрік
- Мері Вікс — сестра Мері Лазар
- Венді Маккена — сестра Мері Роберт
- Майкл Джетер — отець Ігнатій
- Шеріл Лі Ральф — Флоренс Вотсон

## Критика
Фільм показав хороші касові збори, але був менш комерційно успішним, ніж його попередник, і спочатку отримав загалом негативні відгуки від критиків. Однак він став популярним серед шанувальників і став культовим.

## Нагороди
Фільм отримав номінацію на кінопремію «Young Artist Award» як найкращий сімейний фільм - комедія або мюзикл.
Вупі Голдберг отримала премію «Kids' Choice Awards» як улюблена кіноакторка і номінацію на кінопремію MTV Movie & TV Awards за найкраще комедійне виконання.
Кеті Наджимі отримала номінацію на «American Comedy Awards» як найсмішніша акторка другого плану у фільмі.